# Kalanchoe synsepala

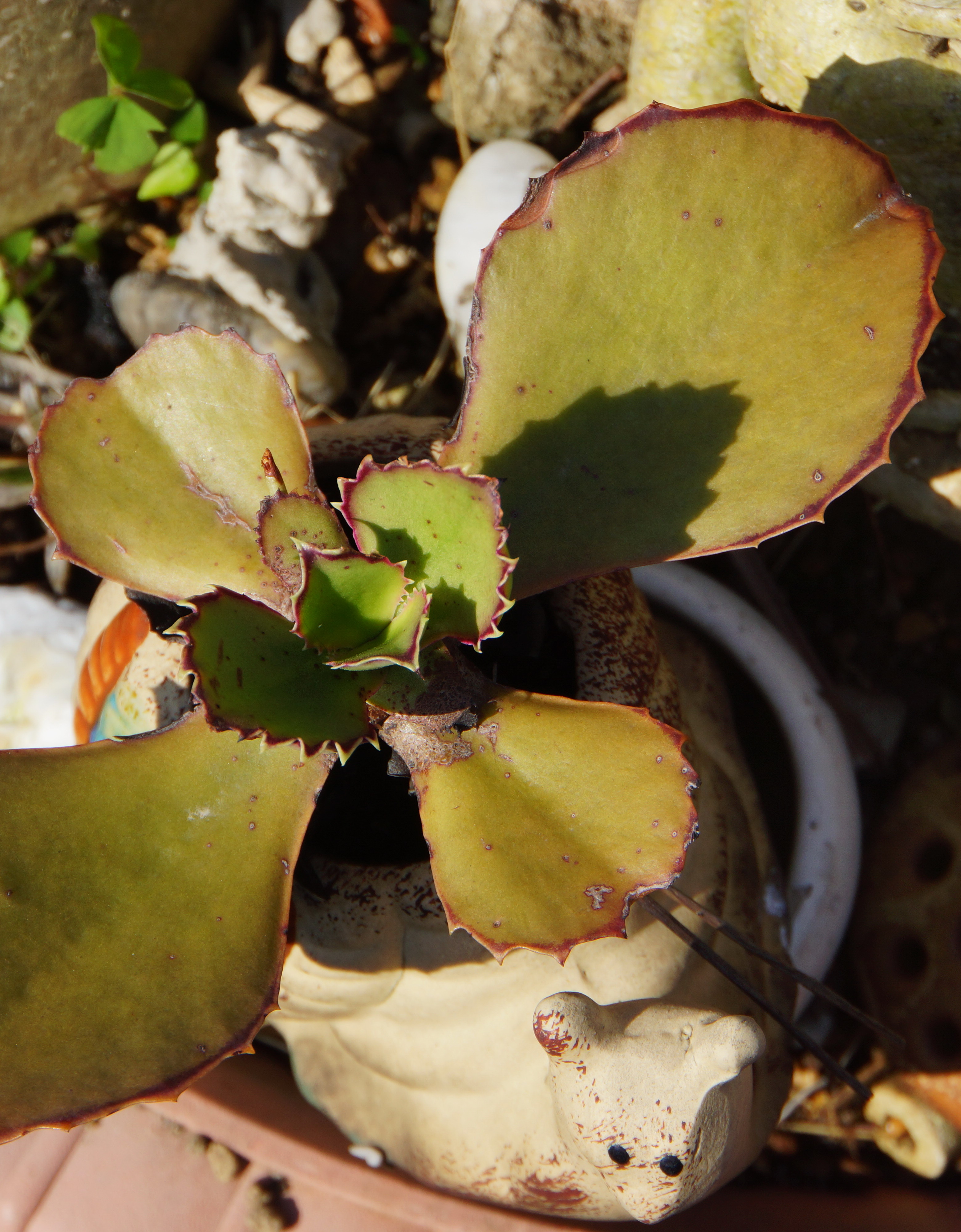
Kalanchoe synsepala

Kalanchoe synsepala és una espècie de planta suculenta del gènere Kalanchoe, de la família de les Crassulaceae.

## Descripció
És una planta perenne, estolonífera.
Les tiges són llenyoses, sempre simples, molt robustes, generalment curtes, de vegades fins a 40 cm, erectes o decumbents.
Les fulles són poques en rosetes terminals, sèssils a subsèssils, carnoses, molt gruixudes, dures, glabres o de pèl curt, ovat-espatulades, oblongues amb la punta molt obtusa o ± orbiculars amb la punta arrodonida, de 6 a 15 cm de llarg i de 4 a 7 cm d'ample, la base estreta i amplexicaule, marges sencers o ondulats-dentats amb dents rígides, de vegades disseccionades.
Les inflorescències són axil·lars, generalment amb 2 cimes corimboses molt denses oposades, de 2 a 9 cm, peduncle pelut-glandular a la part superior, de 15 a 30 cm, pedicels de 3 a 12 mm.
Les flors són erectes; calze campanulat, de color verdós, pelut-glandular, tub de 2,5 a 4 mm; sèpals deltoides, aguts-cuspidats, d'1 a 2 mm de llarg i d'1,7 a 2,3 mm d'ample; corol·la de color blanc, rosat a porpra, pubescent; tub tubularment de 4 angles, de 7 a 12 mm; pètals ovats a obovats, cuspidats agudament, estesos, de 5 a 7 mm de llarg i de 3 a 4 mm d'ample.
Es tracta d'una espècie molt característica, fàcilment cultivable i propagable, i l'únic tàxon estolonífer del gènere. Els estolons produeixen altres estolons, i les poblacions naturals consisteixen en un gasbuix d'estolons i rosetes de diverses edats i mides. La mida i el color de les fulles són variables, cosa que resulta en diversos cultivars seleccionats.

## Distribució
Planta endèmica de Madagascar central i sud-central. creix en llocs assolellats i rocosos.

## Taxonomia
Kalanchoe synsepala va ser descrita per John Gilbert Baker (Baker) i publicada al Journal of Botany, British and Foreign. London. 20: 110.1882.

#### Etimologia
Kalanchoe: nom genèric que deriva de la paraula cantonesa "Kalan Chauhuy", 伽藍菜 que significa 'allò que cau i creix'.
synsepala: epítet que deriva de les paraules gregues syn = 'junt' i sepalum = 'sèpal'.

#### Sinonímia
- Kalanchoe synsepala var. dissecta  hort. (s.a.)
- Kalanchoe trichantha  Baker (1883)
- Kalanchoe brachycalyx  Baker (1887)
- Kalanchoe gentyi  Hamet & H.Perrier (1914)